# Feszt László
Feszt László (Kolozsvár, 1930. október 17. – Kolozsvár, 2013. május 3.) romániai magyar grafikus, grafika szakos főiskolai tanár és tíz éven keresztül a kolozsvári képzőművészeti főiskola rektora.

## Életpályája
Középiskolai tanulmányait a kolozsvári piarista gimnáziumban, majd a gép- és villamosipari líceumban végezte. A kolozsvári Ion Andreescu Képzőművészeti Főiskola grafikai szakán tanult, s ott tanított nyugdíjba vonulásáig. 1976-tól 1985-ig a főiskola rektora volt.
Első novella-illusztrációi 1951-ben az Utunkban és a Dolgozó Nőben jelentek meg. 1956-ban Tóth Samu biztatására készítette első könyvgrafikáit. Tizenöt év alatt több mint 200 szépirodalmi és tankönyvet illusztrált és tervezett. Emellett elsősorban mint az Utunk és a Napsugár, Szivárvány illusztrátora kivételes szakmai felvértezettséggel követte aprólékosan tárgyhű, majd sajátosan felbontott látomásmontázsokkal a romániai magyar szépírás pályaívét.
Keze alól került ki a mai erdélyi könyv- és folyóirat-grafikusok derékhada. Irodalmi vonatkozású munkái közül kiemelkedő Szabó Gyula Gondos atyafiság 1. és 2. kiadásának, Benedek Elek Százesztendős jövendőmondó c. gyűjteménye két kötetének, Huszár Sándor Kokó, a bohóc, Szemlér Ferenc Egy életen át, Hornyák József Romantika c. köteteinek és a Horizont-könyvek első sorozatának kötésterve, borítója s illusztrációja. Sütő András néhány művét és Szőcs Géza számos kötetét Feszt László illusztrálta.
Szívesen foglalkozott könyvjegygrafikával (ex libris). Már első külföldi jelentkezése alkalmából 1972-ben elnyerte Dániában a XIV. Nemzetközi Ex Libris Kongresszus pályázatának II. díját.
A Barabás Miklós Céh tagja volt.

## Kiállítások (válogatás)[3]

### Egyéni
- 1964, 1978, 1979, Kolozsvár
- 1968 Saint Laurent du Pont (Franciaország)
- 1966, 1970, Bukarest
- 1970 Magyar Nemzeti Galéria,[4] Budapest
- 1972 Grenchen (Svájc)
- 1973 Este (Olaszország); Frederikshavn (Dánia)
- 1974 Vicenza (Olaszország); Abano Terme (Olaszország); Aalborg (Dánia)
- 1976 Prato (Olaszország)
- 1991 Pécs, Magyarország
- 2010 A Vörösmarty Társaság nagy terme, Székesfehérvár

### Csoportos
- 1967 Nemzetközi Grafikai Biennálé, Ljubljana; Nemzetközi Színes Grafikai Triennále, Grenchen (Svájc)
- 1968 Nemzetközi Grafikai Biennálé, Tokió
- 1969 Joan Miró Rajz Biennálé, Barcelona
- 1970 Nemzetközi Grafikai Biennálé, Krakkó
- 1971 Nemzetközi metszetverseny, Biella (Olaszország)
- 1972 XIV. Nemzetközi ex libris kongresszus és kiállítás, Helsingör (Dánia)
- 1973 VI. Nemzetközi ex libris kiállítás, Malbork (Lengyelország)
- 1974 Nemzetközi ex libris verseny, San Vito al Tagliamento (Olaszország)
- 1974 XV. Nemzetközi ex libris kongresszus és kiállítás, Bled (Szlovénia)
- 1975 Nemzetközi Kisgrafikai kiállítás, Keszthely
- 1977 Nemzetközi Kisgrafikai kiállítás, Besztercebánya
- 1978 Nemzetközi Kisgrafikai kiállítás, Łódż (Lengyelország)
- 1990 Előadóművészetek I. Nemzetközi Olimpiája, Padova (Olaszország)
- 1992 Európa 24, Szombathelyi Képtár, Szombathely
- 1993 Bécs
- 2003 Üvegpiramis Galéria (Budapest)[5]

## Díjak, elismerések
- Romániai Képzőművészek Országos Szövetségének grafikai díja (1972)
- XIV. Nemzetközi ex libris kiállítás II. díj, Helsingör (1972)
- Besztercebányai Nemzetközi Kisgrafikai kiállítás, II. díj (1973)
- Nemzetközi ex libris verseny II. díj, San Vito al Tagliamento (1974)
- XV. Nemzetközi ex libris kiállítás II. díj, Bled (1974)
- Nemzetközi Kisgrafikai kiállítás I. díj, Keszthely (1975)
- Előadóművészetek I. Nemzetközi Olimpiája, aranyérem, Padova (1990)

## Társasági tagság
- Barabás Miklós Céh
- Romániai Képzőművészek Szövetsége